# Jean Braconnier
Jean Braconnier («Braconnier dit Lourdault») (? - 22 de enero de 1512) fue un compositor y cantante francés del Renacimiento. Se conserva muy poco de su obra, pero está documentada su importante reputación como cantante, y Guillaume Crétin escribió una elegía a raíz de su fallecimiento. 

## Biografía
El primer registro que lo mencionada proviene de la corte del duque René II de Lorena en 1478, y se sabe que permaneció allí al menos hasta 1485; luego estuvo empleado como cantante en la capilla de San Jorge en Nancy desde 1485 a 1506. En tal período realizó varios viajes: en 1496 concurrió a la capilla de Felipe, duque de Borgoña, con quien viajó a España en dos oportunidades: 1501 y 1506. Se cree que en este último año tomó los hábitos, convirtiéndose en sacerdote.
Durante su estadía en España se vio involucrado en una riña callejera, que resultó en la muerte de uno de sus atacantes. Junto a otros del entorno de Felipe, fue asaltado por veinte o más españoles que antes los habían acosado durante la cena. De acuerdo con la historia publicada en el Siglo XIX por Louis Prosper Gachard sobre la base de una crónica anónima escrita durante los viajes de Felipe, los atacantes españoles estaban armados con escudos, estoques y lanzas, pero Braconnier y sus acompañantes lucharon con tanto denuedo que quitaron a varios sus armas e hirieron a algunos. Luego de la pelea Braconnier y los suyos se refugiaron en el Monasterio de San Bernardo, no lejos de Toledo. La reina Juana de Castilla los perdonó por haber luchado en defensa propia, y uno de los atacantes murió a causa de las heridas recibidas.
Braconnier abandonó España en septiembre de 1506, a la muerte de Felipe, y varios meses después apareció en Francia con los cantores al servicio de Luis XII de Francia, con quienes fue a Italia, donde Luis estaba involucrado en una campaña militar, y resulta evidente que permaneció en la corte francesa durante el resto de su vuida. La fecha de su muerte se infiere de los documentos testamentarios, ya que legó numerosos bienes provenientes de su buena relación con la realeza y con la iglesia.

## Obra
El poema de Guillaume Crétin, que también sirve de lamento por Antoine de Févin, quien murió en la misma época, resalta su fama como cantante y compositor. También nos da el origen de su apodo: una canción, probablemente de Loyset Compère, titulada Lourdault, lourdault (terrón, terrón). Se conserva solamente una obras que puede atribuírsele con certeza: Amours me trocte par la pancé, una elaborada pìeza polifónica para cuatro voces, con letra de doble sentido, que describe veladamente diferentes posiciones sexuales. Como sucede con muchos compositores menores de esta época, muchas de las composiciones de Braconnier pueden haberse conservado como anónimos y con atribución errónea de la autoría. La canción obscena de Braconnier ha sido grabada.